# Старые Соколы
Ста́рые Соколы́ (укр. Старі Соколи) — село, входит в Иванковский район Киевской области Украины.
Население по переписи 2001 года составляло 174 человека. Почтовый индекс — 07214. Телефонный код — 4591. Занимает площадь 8 км². Код КОАТУУ — 3222085001.

## Местный совет
07214, Київська обл., Іванківський р-н, с. Старі Соколи